# Argyroneta
Argyroneta is een geslacht van spinnen uit de familie van de kaardertjes (Dictynidae). De wetenschappelijke naam van het geslacht werd in 1804 voorgesteld door Pierre André Latreille. Latreille gaf geen ethymologie voor de naam; die werd in 1871 wél gegeven door Franz Anton Menge: van ἀργυρος (argyros = zilver) en νέω (neo = spinnen, ophopen). Het geslacht telt één soort, de waterspin (Argyroneta aquatica).
Het geslacht is voor taxonomen lange tijd moeilijk plaatsbaar geweest, en is zowel in de aparte familie Argyronautidae Thorell, 1870, als in de families Agelenidae en Cybaeidae ondergebracht geweest. Fylogenetisch onderzoek, waarvan de resultaten in 2017 werden gepubliceerd, maakt echter aannemelijk dat de waterspin nauw verwant is aan het geslacht Dictyna, en daarom in de familie van de kaardertjes (Dyctinidae) geplaatst moet worden.